# Тшібінда
Тшибінда — згаслий вулкан та група пірокластичних конусів на сході Демократичної Республіки Конго. Його висота становить 1460 м. Останні виверження відбувалися у Плейстоцені.
Група Тшибінда складається з численних добре збережених шлакових конусів та лавових потоків, має довжину до 33 км і простягається від Тшибінди до Леймери. Картування виявило шістдесят конусів висотою від 50 до 150 м, більшість із яких були джерелом лавових потоків. Активність вулкан проявляв  від 1,9 до 1,6 млн років тому.

## Дивіться також
- Список вулканів Демократичної Республіки Конго